# Cornelis van de Sandt
Cornelis Christianus van de Sandt (Rotterdam, 22 april 1835 – aldaar, 9 oktober 1899) was een Nederlands pianist en muziekpedagoog.
Hij was zoon van Hendrikus Franciscus van de Sandt en Catharina Maria Gloudemans. Hijzelf was getrouwd met Johanna Schmidts. Dochter Cato van de Sandt was verdienstelijk sopraan en pianiste in en om Rotterdam/Den Haag en gaf ook les, zoon Max van de Sandt was bekend pianist, zoon Anton van de Sandt werd architect in Rotterdam en Maastricht. 
Voor zijn opleiding werd een behoorlijk aantal musici ingeschakeld. Brouwer (hoofdonderwijzer op school), Cornelis Christiaan August de Vliegh en Louis Coenen werden ingeschakeld, als ook Ernst Lübeck (piano) te Den Haag en Jos. Beltjens (harmonieleer en contrapunt) te Katwijk aan de Rijn. Hij vestigde zich in Antwerpen om een pianistenloopbaan te startten, maar dat kwam niet echt van de grond. Hij vestigde zich in 1865 als particulier pianoleraar in Rotterdam. Van daaruit stichtte hij een pianoleerschool in Schiedam. Ook dat was een kort leven beschoren want op verzoek van de Maatschappij tot Bevordering der Toonkunst ging hij vanaf november 1866 lesgeven aan de Muziekschool aldaar. Van daaruit begon zijn solistenloopbaan wel te lopen, aangevuld met deelname aan kamermuziekconcerten, In die periode nam hij nog les in contrapunt bij Woldemar Bargiel. In 1897 stopte hij vanwege ziekte met zijn werkzaamheden; dezelfde ziekte nekte hem twee jaar later. Alhoewel voornamelijk plaatselijk bekend, was zijn overlijden landelijk nieuws; ook werd ze gemeld in muziekblad Caecilia.
Zijn bekendste leerlingen zijn zijn zoon Max en Wouter Hutschenruijter (1859-1943).